# Hans Joachim Barth
Hans Joachim Barth (* 6. Februar 1927 in Leipzig; † 2001 in Willingshausen) war ein deutscher Kirchenmusiker, Autor und Komponist.

## Leben
Nach dem Studium der Kirchenmusik, Schulmusik und Mathematik in Berlin lehrte Hans Joachim Barth mehr als 30 Jahre an der Melanchthon-Schule Steinatal bei Schwalmstadt.
Von 1950 bis 1956 war er Organist in Berlin-Wannsee und von 1956 bis 1958 in Berlin-Charlottenburg. 1958 wechselte er an die Schlosskirche im nordhessischen Ziegenhain. Später leitete er mehrere Chöre und wirkte als Kirchenmusiker in der Stadtkirche in Treysa.

## Werke (Auswahl)
- Zwei Sonatinen. Für 2 Trompeten und Orgel. Möseler, Wolfenbüttel 1986
- Kirchensonate I. Für Bläser und Orgel. Verlag Merseburger Kassel
- Die Tonsprachen des Abendlandes. Zehn Essays als Wesenskunde der europäischen Musik. Verlag Merseburger, Kassel
- Zwei Meditationen. Für Bläser und Orgel. Verlag Merseburger, Kassel
- Psalmentriptychon. Für einen ein- bis vierstimmigen gemischten Chor und Bläser. Verlag Merseburger, Kassel
- Kammersonate 1. Für Blockflöten, Violoncello und Tasteninstrument. Verlag Merseburger, Kassel
- Kleine Suite. Für Blockflöten und Klavier. Verlag Merseburger, Kassel
- Pfingstchoral. Für einen vierstimmigen gemischten Chor. Verlag Merseburger, Kassel
- Unser Herz sei unser Mund. Für einen gemischten Chor, Frauenchor, Männerchor, Klavier, Gitarre und Akkordeon. Verlag Merseburger, Kassel